# のうか不動産
株式会社のうか不動産（のうかふどうさん）は、石川県金沢市に本拠を置く不動産会社。トレードマークは緑のエンドウマメ。学生向け住居の賃貸・管理を主力とし、学生を支援するユニークな経営方針が知られる。特に金沢大学と強いつながりがある
。

## 概要
1978年に金沢市石引で創業。2007年に株式会社化。2009年に苗加充彦が2代目社長に就任し本拠地を現在地に移転。「マメ」を前面に打ち出すブランディングとともに独自色の強い事業を推進し、就任後の売上げを約2倍、管理戸数を3倍に伸長させる。通常、不動産賃貸業の多くが契約が済めば入居者と接する機会はほぼないのが通例だが、インターネット仲介サービスが拡大し、大手フランチャイズ系店舗などの進出の中、同社は『マメな不動産屋』を名乗るとともにロゴデザインも豆とし、商圏を広げずに車で15分以内の物件に限定。契約後のアフターケアを充実させるほか、主なターゲットを学生とするなどの手法をとっている。学生の多い金沢東部地区での同社の物件シェア率は50％を超え、賃貸事業での入居者の8割以上を学生が占めている。特に金沢大学での一人暮らしの学生の約7割は同社の管理物件を利用、入居率を92-96%で推移させている。この高い入居率は、同社が打ち出した入居者専用のバスやカフェを始めとする種々のサービスが主因とされる。2020年には、新型コロナウィルス感染拡大による社会人の転勤需要減少を見据え、金沢工業大学のメインキャンパスがある野々市市にまで営業エリアを広げるとともにオートロックや防犯カメラに加え、管理人のいる「食事付きの学生マンション」の提供を始めた。
2018年には船井財団グレートカンパニーアワード 2018顧客感動賞受賞。

### 独自路線
以下サービスは年間2000万円のコストを要し単体では赤字ながら、同社では販売促進費として位置づけ、それ以上の口コミ効果として業績に反映していると分析している。2018年からは、学生向けのイベントを催す「おうか場」という取り組みを開始。学生合コンなどのイベントを同社社員が司会を務めたり、学生らのコミュニティ作りにまで参画するなど「学生を支援する不動産会社」という立ち位置を鮮明にして他社との差別化を図った。マメバスの運行を始めた2011年から8年後には売上げを89%増加させ、1,600万円だった営業利益を4倍強の7,700万円とするなど効果を上げた。近年増加傾向にある外国人客フォローのため中国人スタッフ3名とマレーシア人1名が在籍する。

#### 入居者専用バス

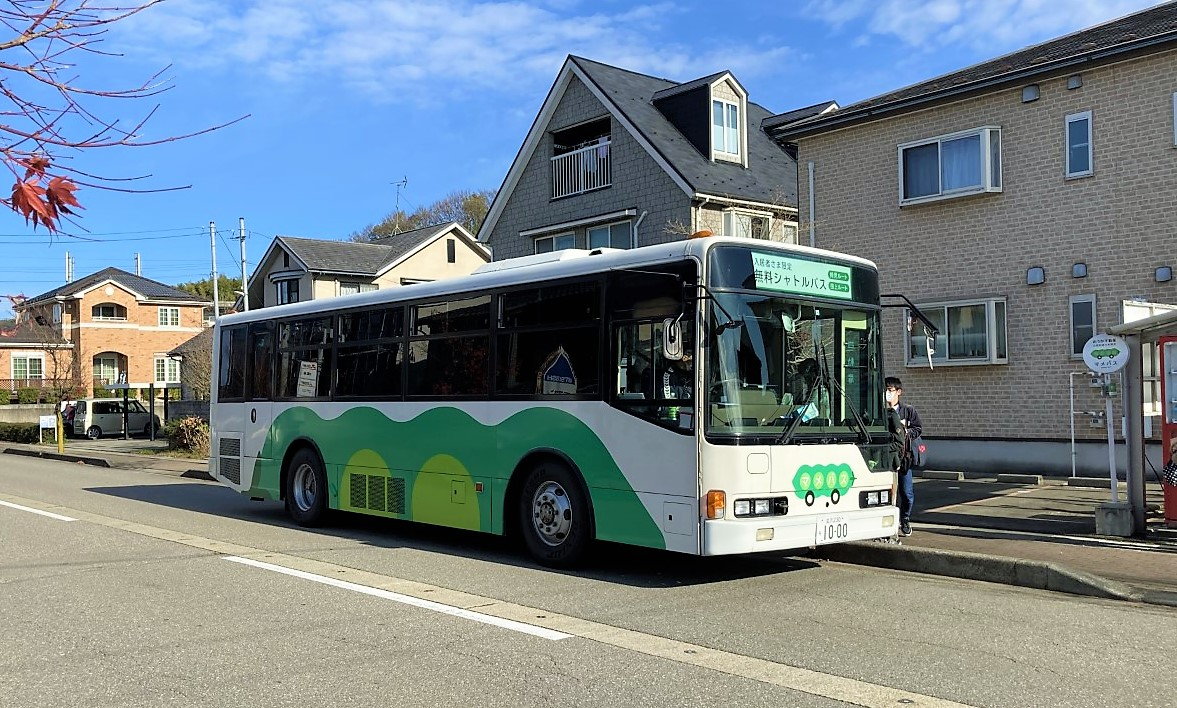
のうか不動産が運営するマメバス。

2011年12月より開始された入居者専用バスである「マメバス」は金沢大学と学生の居住地を結ぶシャトルバスで同社が運営。運行のきっかけはある雪の日、大学行きの路線バスが定員オーバーで多数の学生がバス停に取り残されるのを現社長・苗加充彦が目撃したことがきっかけとなっている。2020年現在、2台で3ルート、朝夕計16便が運行される。年間1200万円ほどのコストがかかるが、金沢大学は県外出身の学生が多く、学生によるSNS発信による広告宣伝効果があると同社では考えている。また、それまで民間バスの路線がなかったルートであったため「マメバス」の運行後は近隣物件の人気が急上昇し、他社に管理を任せていた賃貸物件オーナーの乗り換えが促進された。2017年からは、金沢大学側からの依頼で、日中の空き時間に角間キャンパスと宝町・鶴間キャンパス間を結ぶ手段としてのシャトルバスを運行。入居者以外の学生や職員も利用する学内シャトルバスの役割も果たしている。

#### 入居者専用カフェ
2017年、管理物件の1階に入居者専用の「カフェ・ビーンズ」 をオープン。学生が朝食を食べる習慣がないことを心配する保護者の声を聞いたことがきっかけで出店。入居者でマメックスメンバーズクラブ会員はトーストとドリンクのモーニングセットを170円で利用できるほか、入居者を紹介することで様々な特典が受けられる仕組みを考案。店内にはWi-Fiや電源を完備、勉強の場やイベント会場として活用されている。2019年には2号店も金沢市石引にオープンした。

#### 大学内専用カウンター
2017年、金沢大学と業務提携。同大学内に専用カウンターを設け、学生入所者の入居トラブルを解決するための窓口を設置。国立大学内に不動産会社が店舗を構えるのは全国的に類例がない。また同大学からの委託で、留学生の住む学生寮「学生留学生宿舎北溟」「国際交流会館」の管理を行っている。

#### エピソード
当初は「苗加不動産」の看板を掲げていたが、「なえか不動産」と読み間違えられることが多く、現社長苗加充彦が新たなブランドを一気に認識させたいとデザイン会社と協調し、派出所の横の自社物件に「『苗加』を『なえか』と読んだ人、逮捕します」という看板を設置。物議を醸したが、その後も同じエリアに50近くの同看板を増設。SNS上で拡散し、ブランディングを成功させた。その際には経営に一切口を出さなかった先代が猛反対し1年近くも元に戻せと言い続けたが、その後、ブランディングに成功した不動産会社の実例として、県外からの見学者が多く訪れるようになった。また、ブランドイメージ一新後に、マメのマークを手掛けたデザイン会社の専務が「面白い会社だから参加したい」と同社に入社し、その後、看板やウェブサイトなど販促物のデザインワークを統括している。

## 沿革
- 1978年 - 苗加信勝が有限会社 苗加商事を設立。
- 1985年 - 業務拡張に伴い本店を移転。
- 1989年 - 現代表・苗加充彦が入社。
- 1990年 - 旭町支店を出店。
- 1998年 - 旭町支店をもりの里に移転、もりの里店とする。
- 1999年 - 有限会社 苗加不動産に社名変更。
- 2004年 - 業務拡張のため、本店（小立野店）を金沢大学附属病院前に移転。
- 2006年 - 金沢大学角間キャンパス前に案内所を出店。
- 2007年 - 株式会社 苗加不動産に社名変更、資本金を1億円に増資。
- 2008年 - 角間キャンパス前案内所を金沢大学前角間店に名称変更。苗加充彦が社長就任。グループ全体の売り上げは9億300万円。
- 2009年 - 業務拡張に伴い、もりの里店を移転。
- 2011年 - 本社を小立野店からもりの里店に変更。
- 2013年 - 金沢大学前角間店を移転、ミニミニFC金沢店に名称変更。
- 2014年 - ミニミニFC金沢店を移転、金沢駅前店に名称変更。
- 2017年 - 金沢大学角間キャンパス内に金沢大学内サービスカウンターを設置。
- 2018年 - 船井財団グレートカンパニーアワード 2018顧客感動賞受賞[5]。
- 2019年 - 6月決算の売り上げをグループで17億3000万円とする。
- 2020年 - 業務拡張に伴い、野々市店、カスタマーセンターおよび小松店出店。株式会社 のうか不動産に社名変更[10]。

## 所在地

### 本社
- もりの里店 石川県金沢市もりの里2丁目21番地[11]

### 店舗
- 小立野店
  - 石川県金沢市石引1丁目7番1号
- 金沢駅前店
  - 石川県金沢市此花町3番2号 ライブ1ビル 2階
- 野々市店
  - 石川県野々市市若松町22番28号
- 小松店
  - 小松市日の出町3丁目307番地3
- カスタマーセンター
  - 石川県金沢市旭町2丁目9番14号
- 金沢大学内サービスカウンター
  - 石川県金沢市角間町 金沢大学角間キャンパス 大学会館3F

### カフェ
- BEANS もりの里店
  - 金沢市若松町3-223 リバティハウスⅢ 1F
- BEANS 小立野店
  - 金沢市石引2-6-11 石引セントラルビル 1F

## 加盟団体
- 公益社団法人 石川県宅地建物取引業協会
- 公益社団法人 全国宅地建物取引業保証協会
- 一般社団法人 全国賃貸不動産管理業協会
- 公益財団法人 日本賃貸住宅管理協会
- 全国賃貸管理ビジネス協会 （北陸支部長 苗加充彦）
- レミットグループ共同組合
- 全国学生ひとり暮らしCLUB
- 公益社団法人 全国賃貸住宅経営者協会連合会（金沢支部長　苗加充彦）